# Tender Turns Tuff (musikalbum)
Tender Turns Tuff är ett studioalbum av Mikael Rickfors som släpptes 1981. Albumet har också givits ut på kassettband, LP- och CD-skiva.

## Låtlista
Musik och text av Mikael Rickfors, (bara text) Hasse Huss
1. "Tender Turns Tuff"  3:06
2. "Don't Blame The Boy"  2:47
3. "Nervous"  3:15
4. "Yeah Yeah"  3:41
5. "Walking"  3:56
6. "We May Be Wrong (But We Won't Be Wrong Always)"  2:55
7. "Son of Cathy's Clown"  3:51
8. "The Morning's Just a Night Away"  3:06
9. "Fire In My Heart"  4:18
10. "Don't Knock Me"  2:02
11. "Love Is a Joke" (endast på kassett-utgåvan)  6:24
12. "Blue Fun" (endast på CD-utgåvan)
13. "Turn To Me" (endast på CD-utgåvan)

## Medverkande
- Mikael Rickfors - producent, skrivare, gitarr
- Lasse Gustavsson - producent, tekniker, mixare
- Pontus Olsson - producent, tekniker
- Sam Bengtsson - bass
- Per Lindvall - trummor
- Håkan Mjörnheim - gitarr
- Mikael Hagström - gitarr
- Peter Ljung - piano
- Peter Dahl - mastering
- Thomas Opava - slagverk
- Bengt H. Malmqvist - omslagsfoto
- Dan Ahlquist - vinylhylsa

## Listplaceringar
| Lista (1981) | Topplacering |
| ------------ | ------------ |
| Sverige      | 1            |